# マックステル
マックステルは、埼玉県桶川市に本社を置くテレビ受信用機器メーカー。

## 所在地
- 〒363-0009　埼玉県桶川市坂田東一丁目1番6号
  - 支社：仙台・大阪
  - 海外拠点：ソウル

## 製造品目
- テレビ受信関連機器（アンテナケーブル・アンテナプラグ＆接栓・混合器・分波器・分配器・壁面アンテナコンセント。マスト・屋根馬・サイドベース・ステーワイヤー・ステーアンカーなどのアンテナ取付金具。HDMIケーブル）。
  - ブースターとアナログAVケーブルは2020年限りで生産を終了した。地デジ・FM・衛星アンテナ本体は1992年の創業当初から製造していない。
- セキュリティ機器（LEDセンサーライトほか）
- 国内大手電機メーカーは全社がアンテナと周辺部品生産より完全撤退したため、当社製品は系列電器店（パナソニックショップ・日立チェーンストール・東芝ストアー・三菱電機ストアー・シャープフレンドショップ・ソニーショップ）へも供給されている。なおマックステル製品の直販サイトは開設されておらず、マックステル製品の購入は基本的に系列電器店・量販店・一般ネット通販サイト経由となる。
- マックステル製品の紙カタログは全廃され「WEBカタログ」へ一本化されたため、（量販店および系列電器店の）店頭にマックステル製品カタログは置かれていない。

## 同業他社
- マスプロ電工
- 日本アンテナ
- DXアンテナ
- サン電子